# Лидия Овчаренко
Лидия Андреевна Овчаренко (преди брака Спивак; 1925, с. Черниговка, Запорожка област, Украинска ССР, СССР – 13 октомври 1984, Донецк, Донецка област, Украинска ССР, СССР) – регулирач на движението на Бранденбургската врата в Берлин през май 1945 г.

## Биография
Лидия Андреевна Спивак е родена през 1925 г. в село Черниговка, Запорожка област. Завършва 9 класа на средно образование.

## Великата отечествена война
По време на германската окупация на Черниговка, Лидия живее дълго време в подземно убежище, построено от родителите ѝ.
През септември 1943 г., след освобождението на селото от Червената армия, въпреки протестите на родителите си, тя доброволно отива на фронта. След кратък курс на обучение за военни контролери, е изпратена в друго поделение, което участва в боевете за освобождението на Крим. В една от битките е контузена, но след това се връща на служба.
На 2 май 1945 г. Лидия заема поста си на „пост номер 1“ близо до Бранденбургската врата в Берлин. На този пост тя е снимана от Яков Рюмкин, фотожурналист на вестник „Правда“. Нейна снимка е публикувана в много вестници по света. [ 1 ] . Благодарение на снимката Лидия става известна. През лятото на 1945 г. тя помага за осигуряването на преминаването на правителствени делегации от СССР, САЩ и Великобритания – участници в Потсдамската конференция, която се провежда в двореца Цецилиенхоф. Когато колите с представители на делегациите на участващите страни минават, британският премиер Уинстън Чърчил ѝ показва с пръсти известния знак на победата („V“).

## След войната
Лидия Спивак е демобилизирана от Червената армия през септември 1945 г. и се завръща в родното си село. Тя постъпва във филологическия факултет на Днепропетровския университет, където среща Сергей Овчаренко, бивш артилерист, възстановен в математическия факултет. Няколко месеца по-късно се женят. След това Лидия постъпва в Сталинския педагогически институт, където съпругът ѝ работи като декан. Двойката има две деца – син Александър и дъщеря Лариса, която става журналистка.
Работила е в средно училище № 13 в Донецк като учителка по руски и украински език, както и по литература.
Тя почива на 13 октомври 1984 г. на 59-годишна възраст от миокарден инфаркт, който е единадесетият ѝ случай по ред. Погребана е в гробище в Донецк.